# Taep’o-dong 2
Taep’o-dong 2 – północnokoreański dwustopniowy międzykontynentalny pocisk balistyczny (ICBM) na paliwo ciekłe, bazujący na mobilnej - drogowej platformie samochodowej.
Zgodnie z informacjami Kim Kil Sona – północnokoreańskiego uciekiniera, byłego pracownika Północnokoreańskiego Centrum Naukowego Numer 2 - prace nad pociskiem Taep’o-dong 2 rozpoczęły się w 1987 roku. Aż do 1999 roku nie zaobserwowano jednak testów nowego pocisku, choć sam pocisk został zaobserwowany na wystawie w Północnej Korei (podobnie jak efekty kilku innych koreańskich programów rozwojowych, pomimo że program tego pocisku rozwijany jest w tajemnicy). Pierwszy test napędu na paliwo ciekłe pocisku Taep'o-dong zaobserwowano w lutym 1994 r., nie jest jednak jasne, czy był to test napędu pocisku Rodong 1, Taep'o-dong 1, czy Taep'o-dong 2. Wydaje się jednak, iż było jeszcze za wcześnie na naziemny test odpalenia pierwszego stopnia TD-2, stąd też przypuszcza się, iż był to test pierwszego stopnia pocisku Taep'o-dong 1, czyli w praktyce test napędu pocisku No-dong.
W chwili obecnej funkcjonują różne domysły na temat stopni napędowych tego pocisku. Według jednych raportów, pierwszy stopień TD-2 to w istocie pierwszy stopień napędowy chińskiego pocisku CSS-3 – nieco jedynie pomniejszony, według innych zaś raportów, pierwszy stopień koreańskiego pocisku ICBM jest niemal identyczny z napędem chińskiego CSS-2.
Z powodu testów tych pocisków i zmodernizowanych scudów Rodong-1 o zwiększonym zasięgu oraz broni atomowej, USA, obawiając zagrożenia ze strony Korei Północnej, wspólnie rozwijają z Japonią system obrony antyrakietowej.